# CA Huracán
Club Atlético Huracán är en argentinsk sportklubb i närheten av Parque Patricios, Buenos Aires, vars huvudsakliga verksamhet är fotboll, men man bedriver även aktiviteter som rullskridskohockey, landhockey, inomhusfotboll och boxning. Klubben grundades 1 november 1908, i närheten av Nueva Pompeya. Dess smeknamn är "El Globo" (ballongen) och deras fans kallas för "quemeros". Färgen på klubbens tröja är vit. För närvarande spelar klubben i Primera B Nacional, andradivisionen i argentinska ligasystemet.
Historiskt sett är deras största rival San Lorenzo, andra rivaliserande klubbar är River Plate, Racing Club, Boca Juniors och Independiente.